# 2019년 아르헨티나 대통령 선거
2019년 아르헨티나 대통령 선거는 2019년 10월 27일에 치러진 아르헨티나의 대통령 선거로, 동시에 127명의 하원 의원과 24명의 상원 의원, 그리고 여러 주의 주지사들도 함께 선출한다. 2019년 6월 22일 후보가 확정되었으며, 전 대통령인 마우리시오 마크리가 공화주의제안당 출신으로, 야권 출신으로는 알베르토 페르난데스가 정의당 출신으로 출마하였다. 최종 당선된 진보 야권 출신의 정의당 후보 중도좌파 알베르토 페르난데스가 아르헨티나의 대통령으로 취임했다.

## 선거 방식
대통령제는 프랑스의 결선투표제를 사용하나, 프랑스처럼 50% 이상이 안 될 경우 결선투표를 치르는 것은 아니다. 한 후보가 45% 이상을 득표했거나, 40% 이상을 득표하고 2위 후보와 약 10%p 이상의 차이가 났다면 결선 투표를 치르지 않고 바로 당선된다. 반대의 경우에는 1위와 2위가 재선거를 치루는데 이 경우에는 2019년 11월 24일에 재선거가 치러질 예정이었다. 그러나 2015년 대선을 제외하고 아르헨티나는 언제나 1차 투표에서 대통령이 결정되어 왔다. 또 아르헨티나는 의무투표 제도를 받아들여, 18세에서 70세 사이의 성인은 모두 의무적으로 투표에 참여해야 한다. 단 16세, 17세 그리고 71세 이상 노인들은 기권을 할 수 있다.
127명의 하원은 모두 돈트 방식을 쓴 비례대표로 선출된다. 하한 득표율은 3%이다. 상원은 한 주에서 3명을 선출한다. 2명은 1위를 한 당에게, 1명은 2위를 한 당에게 배당된다. 방식은 당이 당선 순서를 정하는 폐쇄형이다. 2명이 당선되었을 경우 1명은 반드시 여성이여야 한다.

## 여론조사 결과
| 날짜                              | 조사 업체                   | 조사 인원 | 알베르토 페르난데스 | 마우리시오 마크리 | 로베르토 나바나 | 니콜라스 델 카뇨 | 호세 루이스 에스페르트 | 무당층 | 우위 |
| --------------------------------- | --------------------------- | --------- | ------------------- | ----------------- | --------------- | ---------------- | ---------------------- | ------ | ---- |
| 날짜                              | 조사 업체                   | 조사 인원 |                     |                   |                 |                  |                        | 무당층 | 우위 |
| 2019년 7월 11일 ~ 2019년 7월 13일 | Synopsis                    | 2260      | 40.6                | 38.1              | 8.9             | 1.5              | 3.9                    | 4.9    | 2.5  |
| 2019년 7월 11일                   | Gustavo Córdoba y Asociados | 1934      | 33.5                | 32.5              | 11.3            | 3.8              | 5.1                    | 1.0    | 1    |
| 2019년 7월 2일 ~ 2019년 7월 11일  | Universidad de San Andrés   | 2260      | 29                  | 25                | 5               | 3                | 15                     | 0      | 4    |
| 2019년 6월 29일                   | Meridional                  | 1934      | 42.5                | 34.5              | 8.8             | 2.7              | 11.5                   | 11.3   | 8    |
| 2019년 6월 28일                   | Synopsis                    | 2261      | 40.3                | 36.2              | 9.1             | 1.1              | 4.1                    | 8.1    | 4.2  |
| 2019년 6월 23일                   | CEOP                        | 1500      | 43.7                | 32.3              | 9.3             | 2.1              | 3.9                    | 8.7    | 11.4 |
| 2019년 6월 23일                   | Trespuntozero               | 1400      | 42                  | 33.4              | 7.9             | 0.9              | 2.5                    | 6.9    | 8.6  |

## 선거 결과
| 대통령 후보            | 부통령 후보           | 정당          | 득표수       | 득표율 |
| ---------------------- | --------------------- | ------------- | ------------ | ------ |
| 알베르토 페르난데스    | 크리스티나 페르난데스 | 정의당        | 12,945,990표 | 48.24% |
| 마우리시오 마크리      | 미구엘 앙겔 피체토    | 승리위해 함께 | 10,811,345표 | 40.28% |
| 로베르토 라바냐        | 후안 마누엘 우르보티  | 정의당        | 1,649,315표  | 6.14%  |
| 니콜라스 델 카뇨       | 로미나 델플라         | 사회노동당    | 579,197표    | 2.16%  |
| 호세 루이스 에스페르트 | 루이스 로살레스       | 자유지상당    | 394,206표    | 1.47%  |
| 기타 후보              | 기타 후보             | 무소속        | 457,955표    | 1.71%  |

| 1.5%    | 8.9%   | 40.6%      | 4.9% | 38.1%  | 3.9%       |
| 델 카뇨 | 라바냐 | 페르난데스 | 기타 | 마크리 | 에스페르트 |